# Самцевич, Василий Андреевич
Василий Андреевич Самцевич (род.7 марта 1889 года, Борисов, Минская губерния, Российская империя — ум.1973 год , Борисов, Минская область, БССР, СССР) — советский белорусский педагог, краевед, заслуженный учитель БССР.

## Биография
Родился 7 марта 1889 года в городе Борисов.
В 1912 году поступил в Витебский учительский институт, который закончил в 1915 году. После чего был направлен в Виленское военное училище, в котором учится четыре месяца и по окончании получает звание прапорщика.
Распределение получил в 244-й пехотный Красноставский полк, где службу начал командиром взвода, а вскоре — роты. В 1917 году попадает на  Румынский фронт.
Вскоре, в 1918 году как учитель был демобилизован и некоторое время работал инструктором в Министерстве образования областного исполнительного комитета Западной области и фронта.
В 1920 году был снова призван в Красную армию. В 1920—1922 годах служил на должностях командира роты, а затем и командира батальона.
С образованием СССР был демобилизован и работал в Логойской семилетней школе. Затем работал на разных должностях в школе, а затем в городском управлении образовании. В 1939—1941 годах был заведующем городского управления образования города Борисов.
В 1941 году через три дня был призван по собственному желанию в ряды Красной Армии и все четыре года войны прослужил в военном полевом госпитале.
После войны занимался преподаванием и научной деятельностью в области педагогики и краеведения.
Умер в 1973 году в городе Борисов.

## Награды
- Заслуженный учитель Белорусской ССР.